# Caamembeca insignis
Caamembeca insignis är en jungfrulinsväxtart som först beskrevs av Kl. och Chod., och fick sitt nu gällande namn av J.F.B.Pastore. Caamembeca insignis ingår i släktet Caamembeca och familjen jungfrulinsväxter. Inga underarter finns listade i Catalogue of Life.